# Type 051C (lớp tàu khu trục)

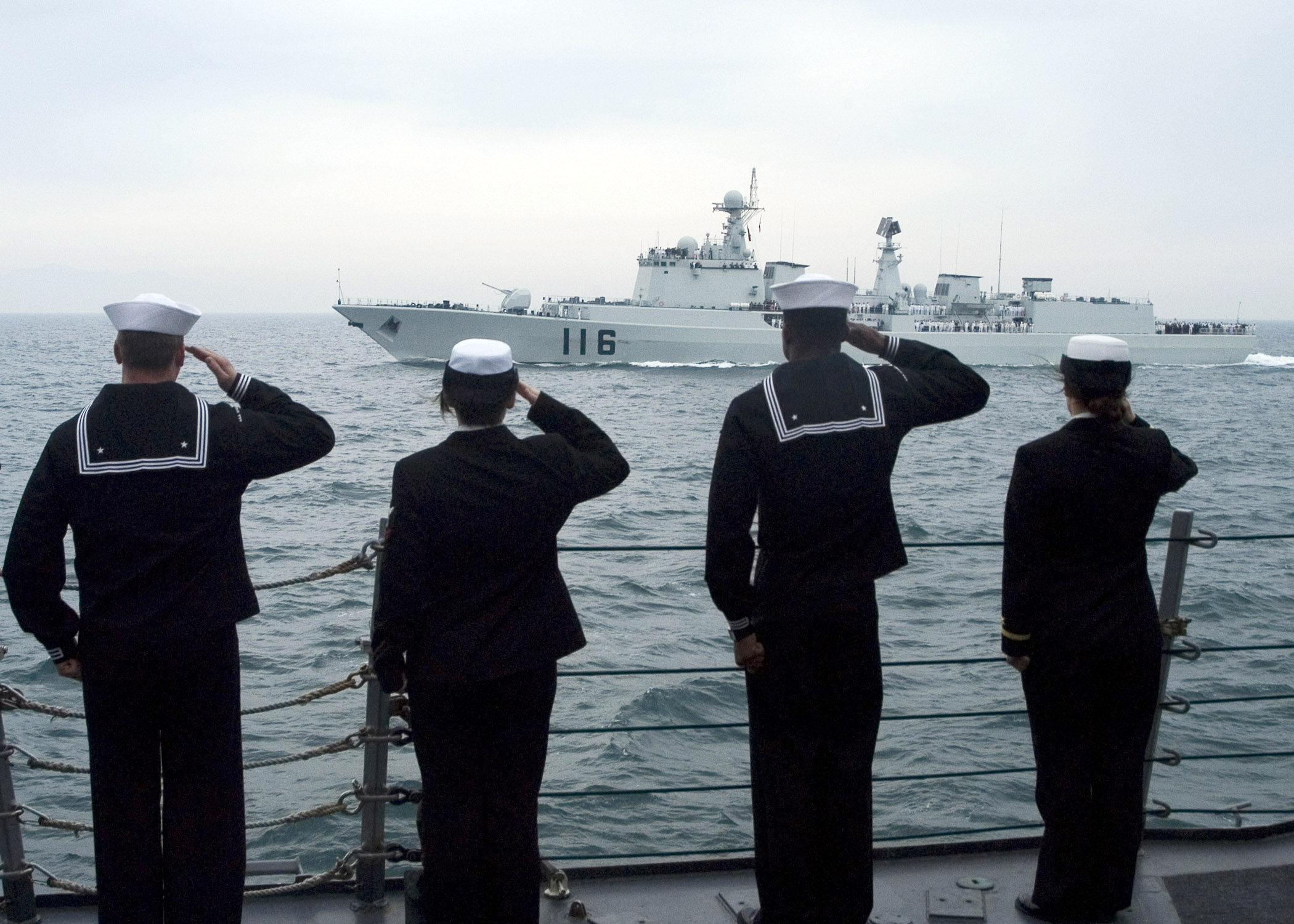
Lính hải quân Mỹ chào tàu 116 Thạch Gia Trang

Tàu khu trục lớp 051C (NATO gọi là lớp Luzhou - Lữ Châu) là một lớp tàu khu trục tên lửa có điều khiển hiện đại của Trung Quốc. Hiện tại, lớp này đã có 2 tàu (Thẩm Dương-115 và Thạch Gia Trang-116) được đưa vào sử dụng và đều biên chế trong Hạm đội Bắc Hải.
Tàu vẫn dùng tháp của lớp Kiểu 051B, nhưng trang bị hệ thống tên lửa phòng không tầm xa có điều khiển S-300FM của Nga. Tàu còn có 8 tên lửa chống hạm YJ-83 có tầm bắn trên 150 km và tốc độ bay Mach 1,5. Tên lửa này cũng có thể được sử dụng để tấn công các mục tiêu trên đất liền. Lớp 051B còn được trang bị 2 hệ thống vũ khí đánh gần Kiểu 730 như trên lớp tàu khu trục Kiểu 052B, 052C hay lớp tàu khu trục hạng nhẹ Kiểu 054A. Ngoài ra còn có pháo 100 mm do Pháp thiết kế để bắn các mục tiêu trên mặt biển, 6 ống phóng ngư lôi 324 mm. Tàu có sàn đỗ cho máy bay trực thăng cỡ như Kamov Ka-28.
Tàu được trang bị 2 động cơ turbine hơi.
Bản mẫu:Các lớp tàu của Hải quân Trung Quốc